# Маркушин, Юрий Яковлевич
Юрий Яковлевич Маркушин (род. 16 октября 1959)— писатель-фантаст, биофизик, исследователь.

## Биография
Родился в 1959 году в г. Усть-Каменогорске (Восточный Казахстан) в семье геологов. Его отец — Маркушин Яков Васильевич, главный геофизик экспедиции, увлеченный физикой, поэзией, горными вершинами, передал сыну страсть ко всем своим увлечениям.
В детстве он очень много путешествовал по Рудному Алтаю — впечатления, которые потом отразились в его творчестве.
После окончания средней школы поступил в Новосибирский Государственный университет. В 1982 году окончил физический факультет Новосибирского Государственного университета и остался работать в Академгородке. После окончания аспирантуры в 1991 году защитил кандидатскую диссертацию по свойствам липидных наночастиц. Работал в институтах Автоматики & Электрометрии и Биоорганической Химии, где занимался научной деятельностью в области применения наночастиц и лазерных технологий для медицины. Результатом его исследований стали десятки научных публикаций и несколько патентов.

## Творчество
В литературе дебютировал в 1996 году рассказом «Заповедник разума». Первые опубликованные фантастические повести вышли в 1997 году в журнале «За науку в Сибири» и в иллюстрированном новосибирском детском журнале «Мазай», после чего широко распространились в пространствах Интернета.
Начинающего автора горячо поддержал в его творчестве известный новосибирский писатель Геннадий Прашкевич.
Сотрудничество в 1998 г. с Максимом Мошковым, организатором одной из крупнейших онлайн-библиотек в Интернете, позволило создать интерактивный приключенческий рассказ-пазл «Тайна волшебной раковины», литературная версия которого была номинирована в Арт-ЛИТО-99
Им написано большое количество произведений в самых разных жанрах. Наиболее известны среди них цикл повестей о маленькой волшебнице — девочке Веяне с иллюстрациями известной художницы Аллы Шунько и фантастическая повесть «Тени Каргена».
Основная идея его произведений в возможности изменения мира посредством магических пожеланий, чего часто недостает в реальной жизни. Главные герои его книг, живые и открытые приключениям, не задумываясь применяют свои часто неотточенные навыки к удовольствию читателей.
В 2011 году серия книг Юрия Маркушина «Приключения княжны Веяны» была рекомендована Учебно-Методическим Комплексом «Школа России» в качестве литературы для самостоятельного чтения  в младших классах  в разделах «Русская литература для детей» и  «Русская литература XX в. для детей»

## Избранные произведения
Повести:
- Заповедник разума (1995)
- Тени Каргена (1996)
- Эта странная планета (1996)
- Приключения княжны Веяны (1997)
- Тайна волшебной книги(1998)
- Тайна волшебной раковины(1998)
- Тайна волшебной раковины — Интерактивное приключение (совместно с Максимом Мошковым)(1999)
- Мультимедийный проект «Веяна» (совместно с композитором Натальей Никольской) (не окончен, в процессе создания).
- Кубик-Врубик. Новые приключения княжны Веяны (не окончено, в процессе написания)
- Сказка третьего тысячелетия. Твой друг компьютер и маленькая компьютерная девочка (не окончено, в процессе написания)
- Знак агента или Похищение наоборот — иронический детектив (не окончено, в процессе написания)

## Публикации
- «Наука в Сибири» № 19 1996 г.
- Детский иллюстрированный журнал «Мазай» № 5-6, 7-8, 9-10 1997 г.